# جوزيه كانسيكو
جوزيه كانسيكو (بالإنجليزية: Jose Canseco) هو لاعب كاراتيه كوبي وأمريكي، ولد في 2 يوليو 1964 في هافانا في كوبا.

## وصلات خارجية
- جوزيه كانسيكو على موقع دوري كرة القاعدة الرئيسي (الإنجليزية)
- جوزيه كانسيكو على موقعبيزبول رفرنس.كوم (الدوري الرئيسي) (الإنجليزية)
- جوزيه كانسيكو على موقعبيزبول رفرنس.كوم (الدوري الثانوي) (الإنجليزية)
- جوزيه كانسيكو على موقع جمعية أبحاث البيسبول الأمريكية (الإنجليزية)
- جوزيه كانسيكو على موقع إي إس بي إن.كوم (أم.أل.بي) (الإنجليزية)
- جوزيه كانسيكو على موقع مشجعي الرسوم البيانية (الإنجليزية)
- جوزيه كانسيكو على موقع شيردوغ (الإنجليزية)
- جوزيه كانسيكو على موقع IMDb (الإنجليزية)
- جوزيه كانسيكو على موقع إن إن دي بي (الإنجليزية)
- جوزيه كانسيكو على موقع قاعدة بيانات الفيلم (الإنجليزية)